# ギンリョウソウ属
ギンリョウソウ属（ギンリョウソウぞく、学名：Monotropastrum 、漢字表記：銀竜草属）はツツジ科の属の1つ。
古い新エングラー体系ではイチヤクソウ科に、クロンキスト体系ではシャクジョウソウ科に分類されていた。

## 特徴
腐生生活をおくる多年草。葉緑体をもたず、植物体は白色。地下に根がからまった地下茎をもち、1-数個の地上茎をだす。茎は直立し、分枝せず、鱗片葉に包まれる。茎先に1個の下向きの花をつける。萼片は長楕円形で、縁は全縁、鱗片葉に似る。花冠裂片は筒状で3-5個あり、長楕円形で先端は広がり、円くなる。雄蕊は10(6-8)個で、葯は2室あり、縦に平行に並ぶ。子房は1室で、8-10本の胎座が内壁に縦に走り、多数の胚珠がつく。花柱は円柱形で短く、柱頭はやや広がって縁は青色になる。果実は液果で、長さ1-1.5cmになる卵球形で裂けない。種子はきわめて小さく、広楕円形になる。
長らく世界にギンリョウソウの1種のみとされてきたが、2022年に日本のキリシマギンリョウソウが別種として追加記載された。

## 種
- ギンリョウソウ Monotropastrum humile (D.Don) H.Hara - 日本の北海道・本州・四国・九州・琉球の他、樺太、千島、朝鮮、中国（本土・台湾）、インドシナ、ビルマ、ヒマラヤに広く分布する[1]。
- キリシマギンリョウソウ M. kirishimense 日本(本州中部以西)～九州。